# Val di Cornia Rosso
Val di Cornia Rosso oder Rosso della Val di Cornia ist ein italienischer Rotwein, der in den toskanischen Provinzen Livorno und Pisa produziert wird und der seit 2011 über eine DOCG-Denomination (kontrollierte und garantierte Herkunftsangabe) verfügt. Diese wurde zuletzt am 7. März 2014 aktualisiert.

## Anbau
Der Name (deutsch: Tal der Cornia) rührt von dem Fluss Cornia, in dessen Einzugsgebiet die Rebflächen liegen.
Die Produktion ist zugelassen:
- in der Provinz Livorno: in den Gemeinden Suvereto und Sassetta und in Teilen der Gemeinden von Piombino, San Vincenzo und Campiglia Marittima,
- in der Provinz Pisa: in der Gemeinde Monteverdi Marittimo.

## Erzeugung
Für die Erzeugung dieses Rotweins dürfen folgende Rebsorten verwendet werden:
- 40–100 % Sangiovese
- 0–60 % Cabernet Sauvignon und Merlot, einzeln oder gemeinsam
- 0–15 % andere rote Rebsorten, die für den Anbau in der Region Toskana zugelassen sind (mit Ausnahme der Rebsorte Aleatico)

Der Val di Cornia Rosso oder Rosso della Val di Cornia darf nicht vor dem 1. Mai des zweiten Jahres nach der Ernte verkauft werden. Weine mit der zusätzlichen Bezeichnung Riserva dürfen nicht vor dem 1. Januar des dritten Jahres nach der Ernte verkauft werden. Davor müssen sie mindestens 18 Monate in Holzfässern und sechs Monate in Flaschen reifen.

## Beschreibung
Laut Denomination (Auszug):
- Farbe: rubinrot mit guter Intensität, leuchtend – tendiert zu granatrot
- Geruch: weinig, zart
- Geschmack: trocken, samtig, ausgewogen, vollmundig, mit einem Hauch von Holz
- Alkoholgehalt: mindestens 12,5 Vol.-%, Riserva mind. 13,0 Vol.-%
- Säuregehalt: mind. 4,5 g/l
- Trockenextrakt: mind. 25,0 g/l[1]